# Echinosorex gymnura
Echinosorex gymnura o ratto lunare è un mammifero appartenente alla famiglia delle Erinaceidae ed è l'unica specie del genere Echinosorex.
Si tratta di un piccolo mammifero presente soprattutto in Malaysia, Borneo e Sumatra. Di colore generalmente bianco, può presentare striature di pelo nero, ha una corporatura lunga e stretta, così come lungo è il muso.
È un animale solitario ed emette soffi e suoni minacciosi quando incontra un esemplare della sua stessa specie. Di notte va a caccia di insetti, lombrichi, molluschi, rane, pesci e crostacei, mentre di giorno si rifugia in tronchi cavi o in fenditure rocciose. È lungo fino a 46 cm, mentre la sua coda misura fino a 30 cm; può raggiungere il peso di 2 kg.